# 不思議なペットショップ
『不思議なペットショップ』（英語：Pet Shop）（JSBタイトル：ミラクル・モンスターズ／不思議なペットショップ）は、1994年に公開されたホープ・ペレーロによるアメリカ合衆国SF・ファンタジー映画作品。
この映画は、北米で1994年夏に劇場公開されることになっていた。北米で1995年3月28日にVHS/レーザーディスクがリリース。日本では1995年4月28日にリリースされた。

## あらすじ
アリゾナ州カクタスフラッツの街に夕暮れが訪れ、その中でマイク・パワーズという少年が町のストリップモールを自転車で走ります。空を横切る星の流れのようなものが流れ、マイクはペットショップのオーナーであるバーニーと話をするために立ち止まり、彼は何を望んでいたのかを尋ね、マイクはペットのカメで答えます。マイクが自転車で走り去ると、バーニーは引退したいだけだと冗談を言います。彼が夜のために鍵をかけていると、店の犬たちが大声で吠え始める。空にはピンク色の光の塊がペットショップの上に降り注ぎ、それが進むにつれて奥の部屋が輝き始めます。バーニーがドアを開けると、カウボーイの服装をした男性と女性が、非常に大きなガロンハットをかぶって、何か未知の言葉でお互いに奇妙で耳障りな音を立てています。夫婦はバーニーに、彼の店と引き換えに100ドル札の束が詰まったスーツケースを提供します。彼は無言で、そして嬉しそうに同意します。

## キャスト
| 役名                   | オリジナル英語版 俳優                | 日本語吹替版 |
| ---------------------- | ------------------------------------ | ------------ |
| ディナ・イェーガー     | リー・アン・オーシ                   | 三石琴乃     |
| ジョー・イェーガー     | テリー・カイザー                     | 水野龍司     |
| マイク                 | スペンサー・ヴルーマン               | 亀井芳子     |
| マリリン・イェーガー   | ジョアンヌ・バロン                   | 火野カチ子   |
| チャーリー・イェーガー | デビッド・ワグナー                   | 坪井智浩     |
| デイヴ連邦保安官       | シャッショーニー・ホール             | 菅原正志     |
| ミセス・ズイム         | ジェーン・モリス                     | 竹口安芸子   |
| ミスター・ズイム       | ジェフ・ミィチェルスキー             | 増岡弘       |
| アレクシス             | サブリナ・ウィーナー                 | 大谷育江     |
| ニッキー               | コーディ・バーガー                   | 喜田あゆみ   |
| カーリー               | レオンダールド・ヴィンセント・スルド | ？？？？     |
| ベイブ                 | ニノ・スルド                         | ？？？？     |
| トニー・マリノ         | ジョン・ジェイクラ                   | ？？？？     |
| バーニー               | アルフレッド・デニス                 | 伊井篤史     |
| グウェン               | マルセラ・アビラ                     | ？？？？     |
| 所有者                 | マーク・ゴールドスタイン             | ？？？？     |
| ニッキーのママ         | テイラー・ドンラン                   | ？？？？     |
| 十代の少女             | トレイシー・リンク                   | ？？？？     |
| 顧客                   | メアリーケイト・カニンガム           | ？？？？     |

## スタッフ

### 元のスタッフ
- 監督：ホープ・ペレーロ
- 音楽：レッグ・パウエル
- 特撮：ポール・ジェントリー
- 製作総指揮：チャールズ・バンド

### 日本語吹替スタッフ
- 日本語版制作：パラマウント・ジャパン/CIC･ビクタービデオ （日本VHS版）
- 演出：????
- 翻訳：????
- 調整：????
- 制作：????